# Камышанский, Владимир Павлович
Владимир Павлович Камышанский — учёный, цивилист, доктор юридических наук, профессор, заведующий кафедрой гражданского права ФГБОУ ВПО «Кубанский государственный аграрный университет», заведующий кафедрой гражданского права и процесса Института международного права, экономики, гуманитарных наук и управления имени К. В. Россинского, директор АНО «Научно-исследовательский институт актуальных проблем современного права», почётный работник высшего профессионального образования Российской Федерации.

## Биография
Родился 26 февраля 1954 г. на ст. Казахстан Западно-Казахстанской области Казахской ССР. В 1992 г. с отличием окончил Высшую следственную школу МВД СССР. С 1992 по 1994 г. обучался в аспирантуре Высшей следственной школы РФ (г. Волгоград). Под руководством профессора П. М. Филиппова подготовил и защитил в 1994 г. кандидатскую диссертацию на тему: «Правовое регулирование приватизации государственных и муниципальных предприятий и его эффективность». В 2000 г. защитил докторскую диссертацию на тему: «Ограничения права собственности (гражданско-правовой анализ)». С 1985 по 2001 г. служил в органах внутренних дел МВД России. С 1991 года по настоящее время работает в системе высшего юридического образования.

## Награды и премии
За успехи в научно-педагогической деятельности неоднократно поощрялся. Является почётным работником высшего профессионального образования Российской Федерации, действительным членом Российской академии юридических наук. Награждён медалями «За безупречную службу» 3 степени, 200 МВД России, нагрудным знаком «За отличную службу в МВД», Почётной грамотой Департамента образования Краснодарского края за участие в краевом конкурсе «Лучший инновационный проект среди преподавателей высших учебных заведений Краснодарского края (2000 г.)». За многолетний добросовестный труд, большой личный вклад в подготовку высококвалифицированных специалистов для агропромышленного комплекса Кубани отмечен благодарностью главы администрации Краснодарского края (2007 г.). Постановлением главы администрации Краснодарского края В. П. Камышанскому присуждено почётное звание «Заслуженный деятель науки Кубани».

## Монографии
- «Право собственности на недвижимость: вопросы ограничений» (1999 г.)
- «Право собственности: пределы и ограничения» (2000 г.)
- «Ограничения права собственности» (Спб., 2000 г.)
- «Пределы и ограничения права собственности» (Волгоград, 2000 г.)
- «Реконструкция Краснодара: законность и целесообразность (проблемы соотношения)» (Краснодар, 2006)
- «Актуальные проблемы права собственности» (2008 г.)
- «Право собственности и приватизация предприятий в России на рубеже веков» (2008 г.)
- «Приватизация предприятий. Право собственности» (2009 г.)

## Коллективные труды
- «Гражданско-правовые способы защиты отношений собственности и ограничения прав собственности» (Волгоград, 1999 г.)
- «Гражданское право России. Часть первая: Учебник» (Волгоград, 2000 г.)
- «Гражданское право России. Часть вторая: Учебник» (Волгоград, 2000 г.)
- «Гражданское право России. Часть первая: Учебник» (М., 2003)
- «Гражданское право России. Часть вторая: Учебник» (М., 2003)
- «Право собственности на жилые помещения: Вопросы ограничений» (2003 г.)
- "Резервирование и изъятие земель для государственных и муниципальных нужд (на примере Краснодарского края)
- «Гражданское право: Часть первая: Учебник для вузов» (М., 2007/2009/2010/2011 г.г.)
- «Гражданское право: Часть вторая: Учебник для вузов» (М., 2007/2009/2010/2011 г.г.)
- «Право собственности на объекты культурного наследия» (СПб., 2008 г.)
- «Правовая защищенность участников гражданского оборота как условие национальной безопасности» (Краснодар, 2008 г.)
- «О приватизации земли особо охраняемых территорий» (Краснодар, 2009 г.)
- «Гражданское право: Часть третья: Учебник для вузов» (М., 2009/2010/2011 г.г.)

## Статьи
В. П. Камышанский является автором более 200 научных статей, из которых можно выделить:
- К вопросу ограничения права собственности // Л. А. Морозова. «Круглый стол» журнала «Государство и право» «Принципы, пределы, основания ограничения прав и свобод человека по российскому законодательству и международному праву» / Государство и право. 1998. № 8.
- Конституционные ограничения права собственности // Российский судья. 2004. № 4.
- Некоторые особенности правового регулирования отношений собственности в странах ближнего зарубежья // Труды Кубанского государственного аграрного университета. Серия «Право». Выпуск 6. Краснодар. КубГАУ. 2004.
- Ограничения права собственности акционерных обществ // Закон. 2004. № 9.
- Переустройство и перепланировка квартиры: право и реальность // Цивилист. 2005. № 2.
- Перепланировка и переустройство квартир по новому Жилищному кодексу // Жилищное право. 2005. № 6.
- Приватизация как способ распоряжения государственным и муниципальным имуществом // Закон. 2005. № 11.
- Доверительное управление имуществом в современном гражданском праве // Цивилистические записки: Вып. 6: Обязательственное право: актуальные вопросы теории и практики / Под научн. редакцией В. А. Рыбакова, А. Я. Гришко. М.: Издательская группа «Юрист», 2005.
- Некоторые проблемы резервирования и изъятия земельных участков для муниципальных нужд // Закон. 2007. № 1.
- Некоторые вопросы регистрации права собственности при завершении строительства многоквартирного жилого дома // Закон. 2007. № 7.
- Некоторые проблемы приватизации земельных участков особо охраняемых природных территорий // Хозяйство и право. 2008. № 10.
- Некоторые проблемы прекращения права собственности на земельные участки в городах-курортах // Судебные ведомости. 2008. № 3.
- Осуществление преимущественных прав в отношениях по отчуждению имущества / В. П. Камышанский, Е. В. Волкова // Современное право. 2010. № 6.
- Каким должно быть юридическое образование? // Современное право. 2010. № 2.
- Условные завещания: за и против // Наследственное право. 2011. № 3.
- Суперфиций и эмфитевзис в гражданском праве: история и современность // Общество и право. 2011. № 3.
- Ответственность за нарушение акционерного соглашения / В. П. Камышанский, С. А. Параскевова, Ю. А. Попова, А. С. Мнацаканян // Политематический сетевой электрон-ный научный журнал Кубанского государственного аграрного университета (Научный журнал КубГАУ). Краснодар: КубГАУ, 2012. № 06.
- О востребованности российской юридической науки // Власть Закона. 2012. № 3.
- Обновление Гражданского кодекса Российской Федерации становится реальностью // Власть Закона. 2013. № 1.
- Об ограничениях права собственности и модернизации вещных прав в ГК РФ // Гражданское право. 2013. № 5.
- Некоторые аспекты российской гражданско-правовой политики // Власть Закона. 2013. № 3.
- Гражданско-правовые формы государственной поддержки энергоснабжения с использованием возобновляемых источников энергии // Современное право. 2013. № 10.